# Crompton Engineering Company
Crompton Engineering Company war ein britischer Hersteller von Automobilen.

## Unternehmensgeschichte
T. D. Crompton gründete 1914 das Unternehmen im Londoner Stadtteil Hendon und begann mit der Produktion von Automobilen. Die Markennamen lauteten Crompton und TDC. Im gleichen Jahr endete die Produktion.

## Fahrzeuge
Die beiden einzigen Modelle waren Cyclecars. Für den Antrieb sorgte ein V2-Motor von J.A.P. mit wahlweise 5/6 bhp oder 8 bhp (5,9 kW). Die Karosserien bestanden aus Stahl und boten Platz für eine oder zwei Personen.